# أطلس إلكترونيك
أطلس إلكترونيك هي منظمة مغربية هولندية تنظم مهرجانا موسيقيا سنويا في مراكش. ويعمل أعضاؤها من المغرب وهولندا، بهدف دعم مختلف المنظمات ومشاريعها في المغرب؛ بالنسبة للغارديان، فهو يركز على "الموسيقى السرية والتعاون بين الثقافات". أسسها كريم مرابطي الذي نشأ في روتردام بهولندا.

## المهرجان
يقام المهرجان سنويا منذ عام 2016، في نزل بيئي، هو فيلا جنا خارج مراكش؛ وقد عثر المنظم مرابطي على المكان عبر إير بي إن بي. وتميز المهرجان، بحسب سين، لأنه إلى جانب موسيقى كناوة وغيرها من الموسيقى الأفريقية، كان يضم أشياء مثل المعارض الفنية وجولات الدراجات وعروض الطبخ. اعتادت المرابطي على الترويج لحفلات الرقص في هولندا، ونظمت المهرجان الأول خلال عام بعد الحمل الأول. على الأقل منذ عام 2017، دخلت المنظمة في شراكة مع راديو الضوء الأحمر. مهرجان 2017، الذي ضم الدي جي البريطاني بن أوفو، فلوتينج بوينتس، والدي جي التشيلي شانتي سيليست، حضره مراجع من صحيفة ذي إندبندنت، الذي وصفه بأنه "عطلة نهاية أسبوع مذهلة في مراكش".
ومنذ ذلك الحين انتقل المرابطي من روتردام إلى المغرب. الدفعة الرابعة، في عام 2019، موضوعها "التنقل". إلى جانب منسقي الأغاني والموسيقيين، هناك فعاليات يومية وورش عمل وحلقات نقاش وعروض تقديمية تتعلق بموضوع التنقل ومجموعة متنوعة من القضايا الاجتماعية والاقتصادية.

### طبعة 2016
| معلومات عن مهرجان أطلس الكترونيات 2016 |
| --- |
| افتتح المهرجان الافتتاحي بعروض قدمها جيمس هولدن والمعلم حسام غينيا (ابن محمود غينيا). فنانين آخرين: - DVS1 - أوبتيمو (دي جي ثنائي) - وو15 - بامبونو - فيلو لوزولو - فريد بي المعروف أيضًا باسم اتحاد موسيقى الجاز الأسود |

### طبعة 2019
| معلومات عن مهرجان أطلس الكترونيات 2019 |
| --- |
| - عبد الله المنياوي (مصر) - اليكسا كروجر (المملكة المتحدة) - أسنا - كريستالميس (فرنسا) - دولليبران - إدريس بنيس - عيسى (سا) - جان جاه - غاري جريتنس - جويدرا جودرا - الحاج سمير - الحوريات - عصام - جيمس هولدن ومعلم حسام غينيا (المملكة المتحدة/ماليزيا) - جيسون وينترز (المملكة المتحدة) - طاقم الجزار - كمال ويليامز (المملكة المتحدة) - كامين - كوش - كريجو (إيطاليا) - لويز تشين (فرنسا) - لوكا للإنتاج - معلم حسن الغديري - ماد ميران (هولندا) - نظام مار وسول الصوتي - الجرعات الدقيقة (المملكة المتحدة) - نونكو فيري - نوريتسو - أوجو جيال - أوتيم ألفا وليو بالينج - بيني بيني - بوليسويتش - إعادة: التمهيد - صوت سيكاريا (المملكة المتحدة) - سكوتيك - ثريا (المملكة المتحدة) - سوكيتوا أو ناماو – مباشر (بالفرنسية) - تروا ن تينيري - توم سيميرت (ألمانيا) - جو (بالفرنسية) - فوست - ويرلدفوز (المملكة المتحدة) - ياسمين |

## وصلات خارجية
- وزارة الثقافة المغربية
- صفحة المهرجان الدولي للفيلم بمراكش
- ملف خاص المهرجان الدولي السابع للفيلم بمراكش